# To sange til Elisabeth
To sange til Elisabeth is een compositie van Hjalmar Borgstrøm Het zijn twee toonzettingen van gedichten. Het lied nummer 1 begint met de regel "Jeg ved ensteds mellem barskovens trær"  van Jørgen Moe. Het lied nummer 2  is "Jeg vandrer I Lien så tung og så ene" van Henrik Ibsen. De twee liederen zijn opgedragen aan een zangeres Elisabeth Munthe-Kaas.